# Skała z Damskimi Ryskami
Skała z Damskimi Ryskami – skała na wzniesieniu Kołaczyk, w miejscowości Kroczyce, w województwie śląskim, w powiecie zawierciańskim, w gminie Kroczyce. Wzniesienie Kołaczyk należy do tzw. Skał Kroczyckich i znajduje się w obrębie rezerwatu przyrody Góra Zborów na Wyżynie Częstochowskiej.
Jest to wapienna skała znajdująca się w lesie na południowo-wschodnim grani Kołaczyka. Około 20 m na północny wschód od niej i niżej, znajduje się skała Ptak, a jeszcze bliżej, po północno-wschodniej stronie skała Kazerna. Skała z Damskimi Ryskami ma wysokość 10–15 m i na jej północno-wschodniej, wschodniej i południowej ścianie uprawiana jest wspinaczka skalna. Jest 8 dróg wspinaczkowych o trudności od V+ do VI.5+ w skali Kurtyki oraz dwa projekty. Na części z nich zamontowano stałe punkty asekuracyjne: ringi (r) i stanowiska zjazdowe (st), na pozostałych wspinaczka tradycyjna (trad) – nie wystarczą same ekspresy. Skała cieszy się małą popularnością wśród wspinaczy skalnych.
Ściana wschodnia

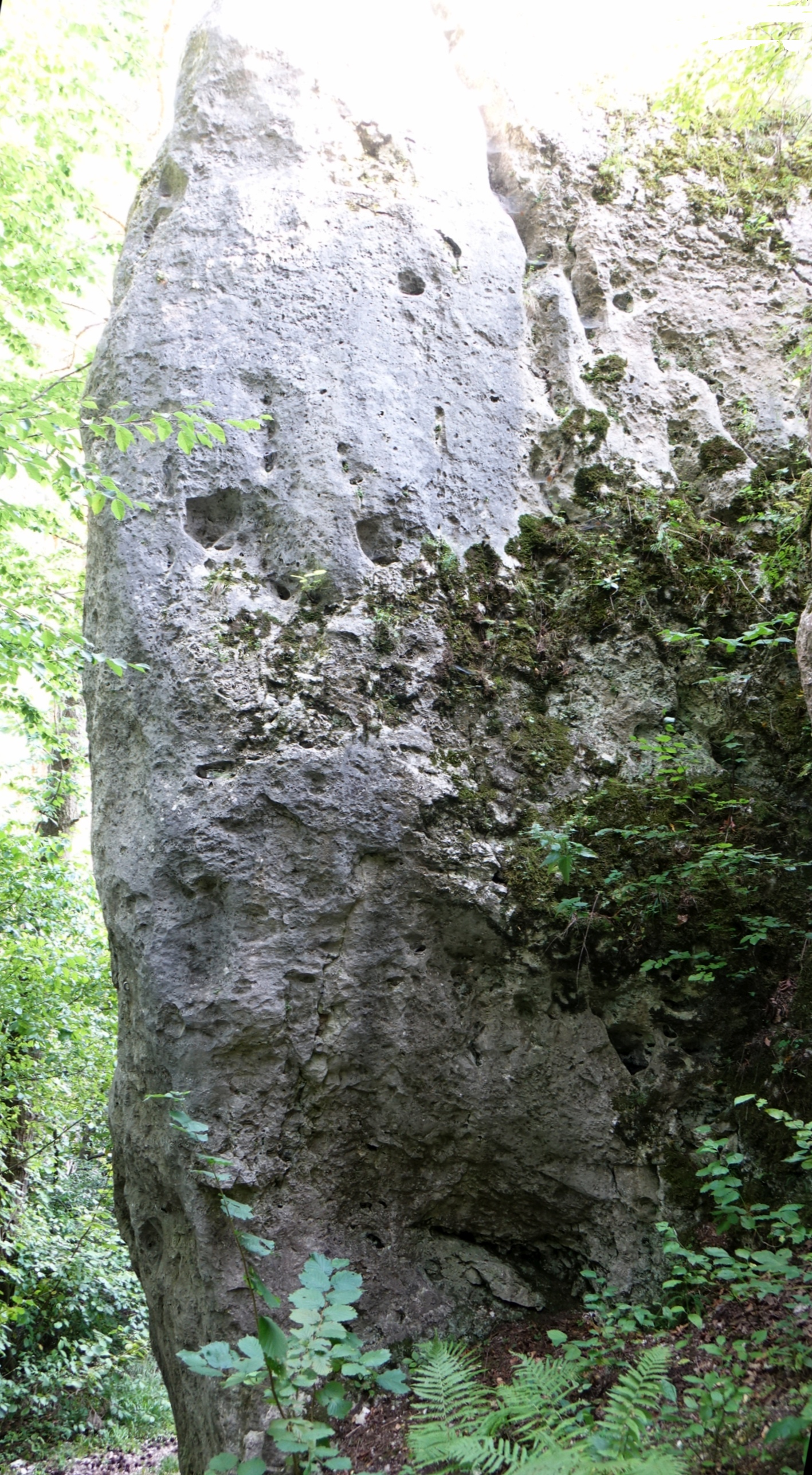
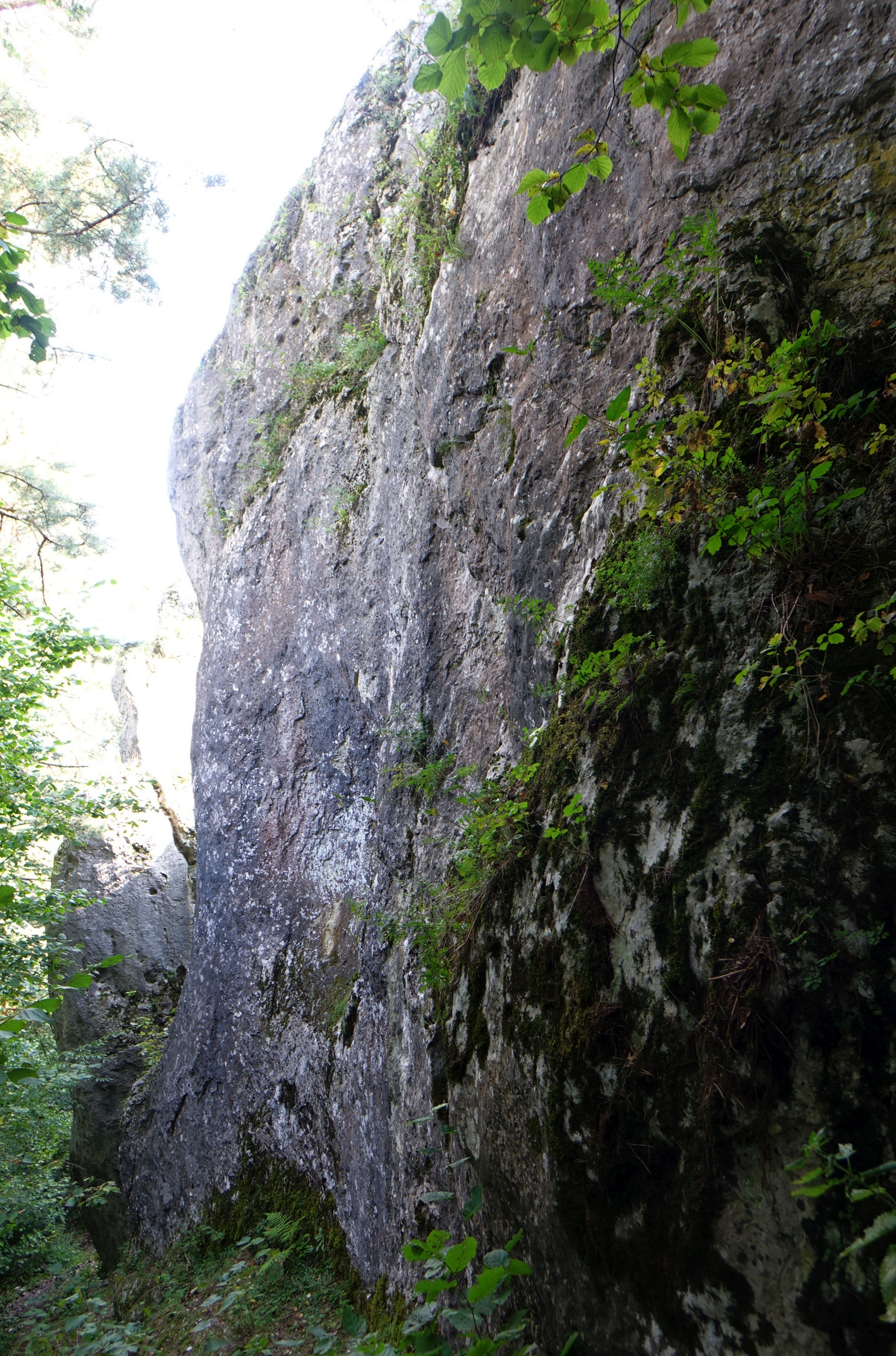
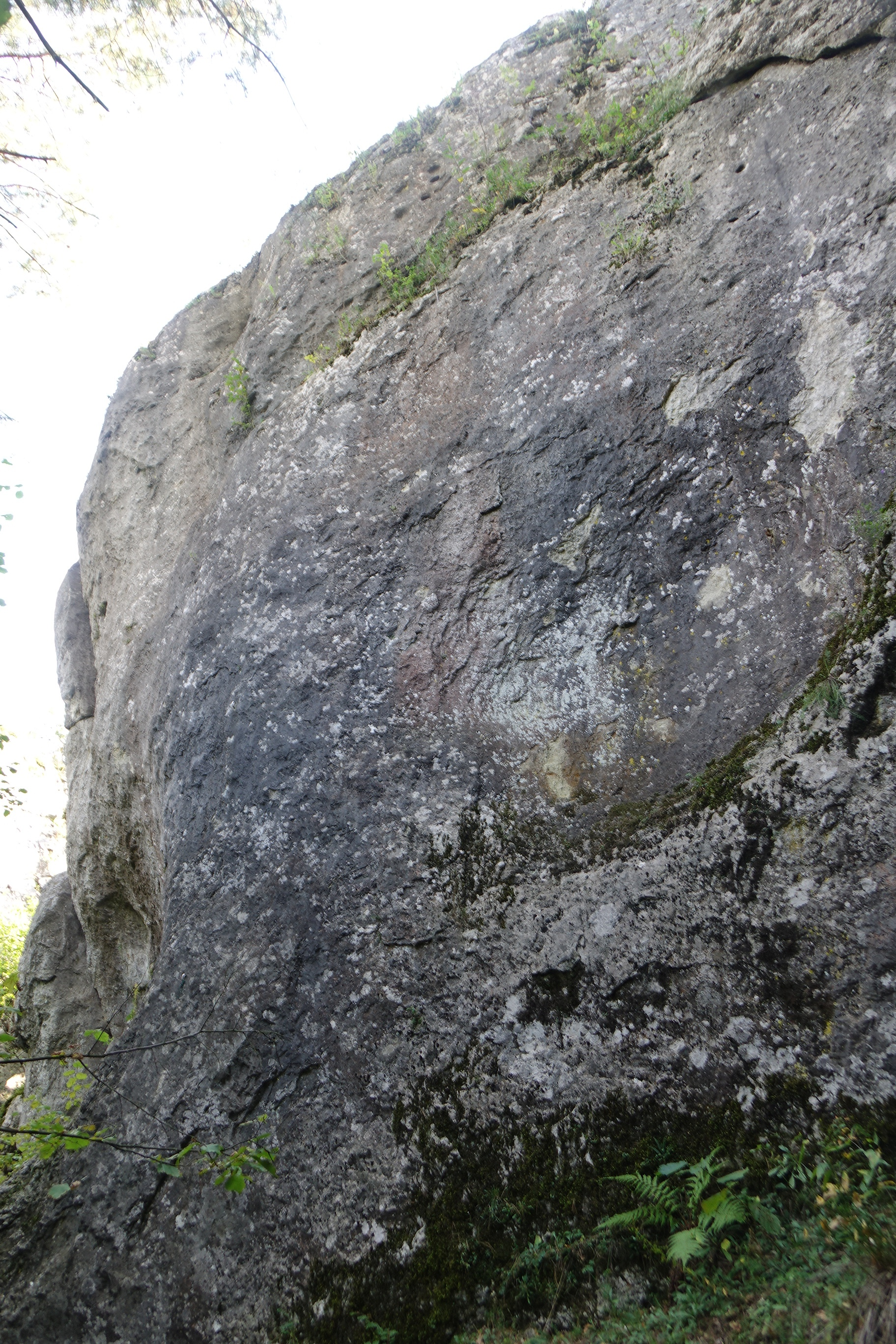
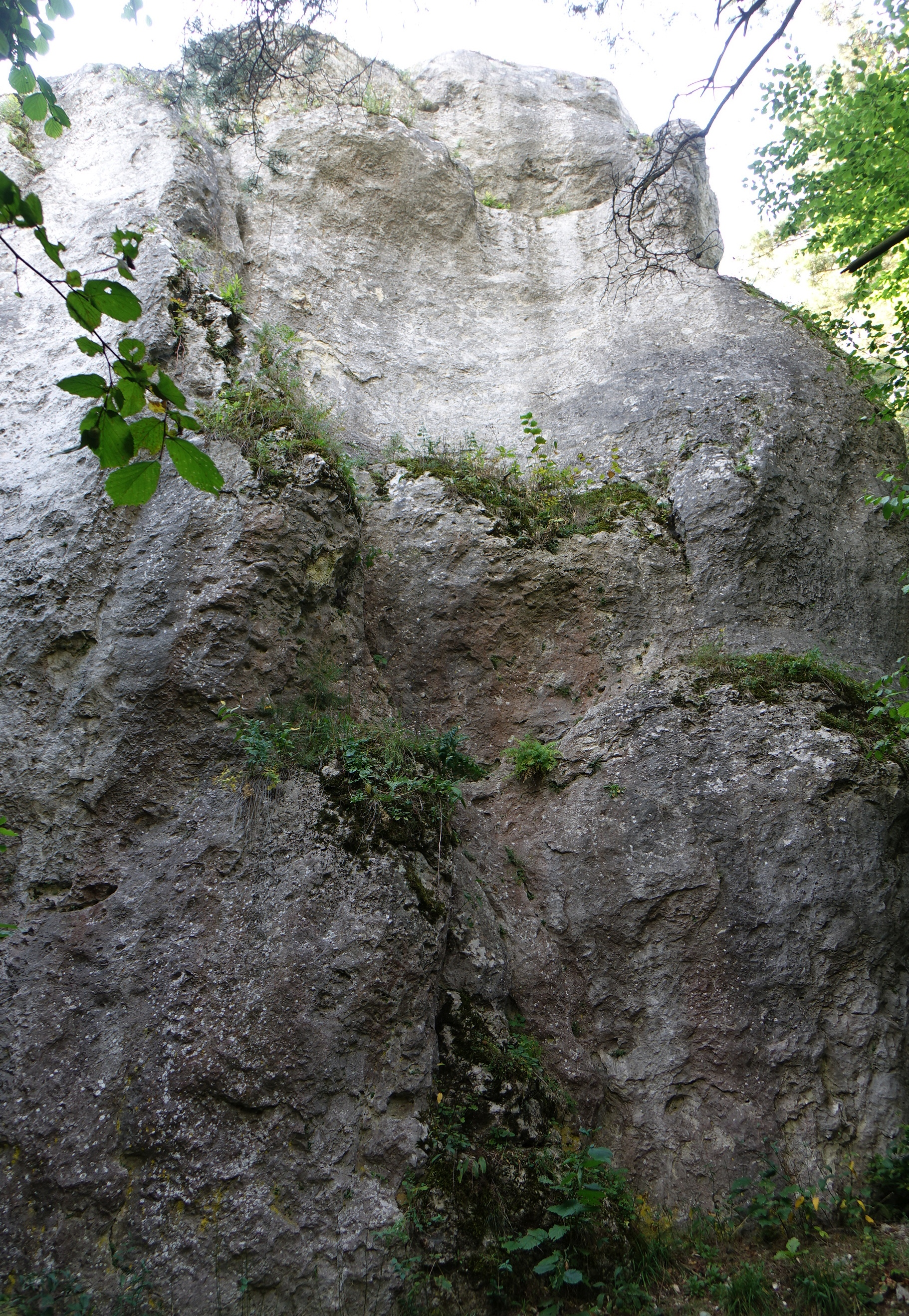

1. Po drugiej stronie cienia; VI.3, 4r + st
2. Damskie ryski; V+, trad
3. Kleszczyna; VI.2+, 6r + st
4. Doktorat; VI.5+, 4r + st
5. Siła rozpędu; VI+, 4r + st
6. Droga Czoka; VI+, trad
7. Projekt; stara kotwa
8. Projekt; 1 r
9. Hokej na trawie; VI+, 2 kotwy mechaniczne + 1r
10. Mały hokej; V+, trad[3].